# アメリカン・エキスプレス
アメリカン・エキスプレス（英: American Express Company）は、トラベラーズチェックとクレジットカードの発行元であるアメリカ合衆国の企業である。国際ブランドとしてはチャージカードに位置付けられているが、一部の発行国では分割払いが可能なクレジットカードとしても機能する。略称は「アメックス（AMEX）」 。

## 概要

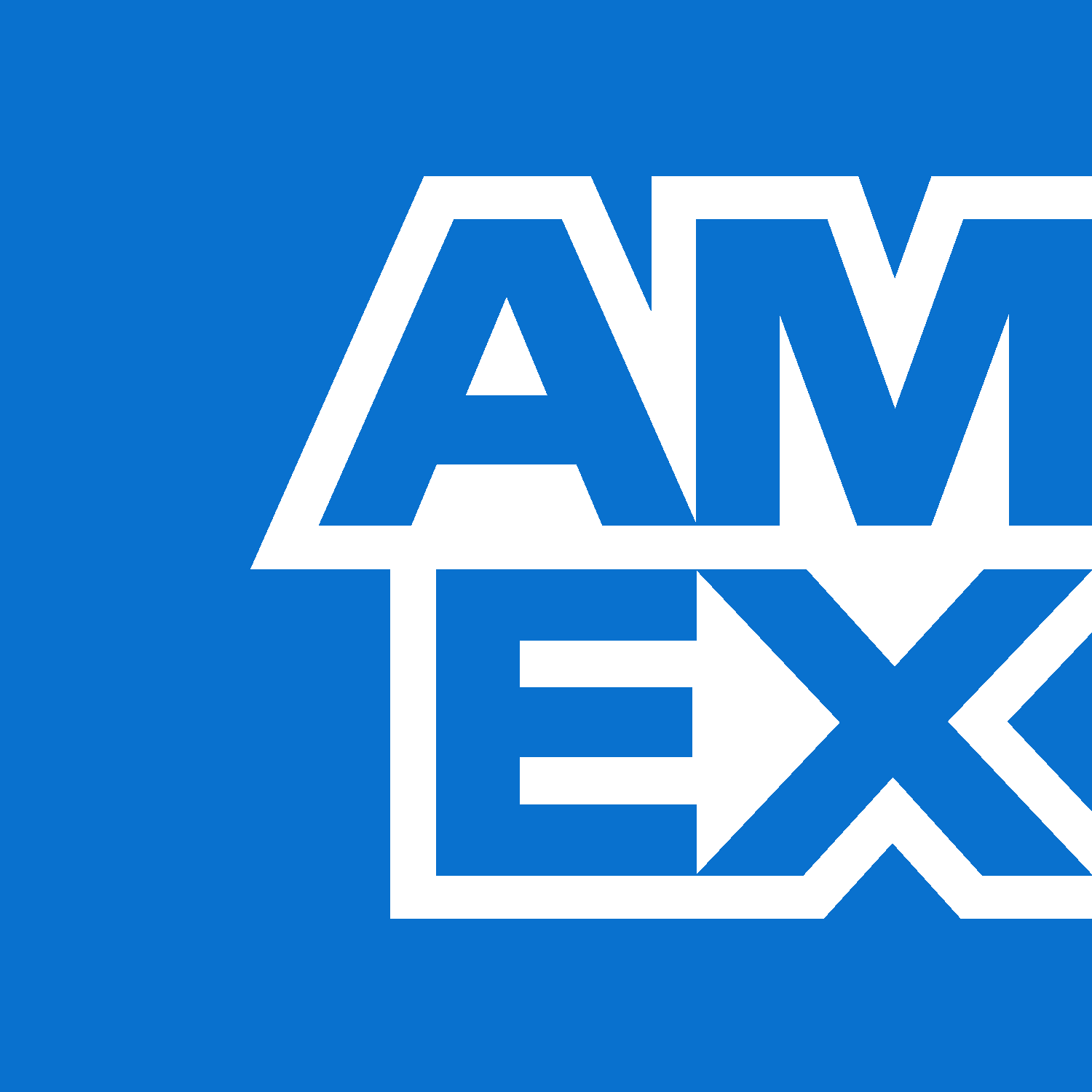
ブランドの略称「AMEX」を使用したロゴ。

本拠地のあるアメリカ合衆国を中心に、トラベラーズチェックや旅行代理業を始めとする旅行事業のほか、クレジットカード事業、法人向け銀行事業、プライベートバンク、投資信託、保険業等様々な事業を手がける。アメリカの他、日本やイタリア、イギリス、メキシコ、カナダ、オーストラリアなどを主な市場として、世界各国でクレジットカードの発行を行っている他、現在世界140カ国に、2,200のトラベル・サービスオフィスを展開する。また、全世界のカード会員数は7800万人に達している。

## 歴史

### 運送業者として開業

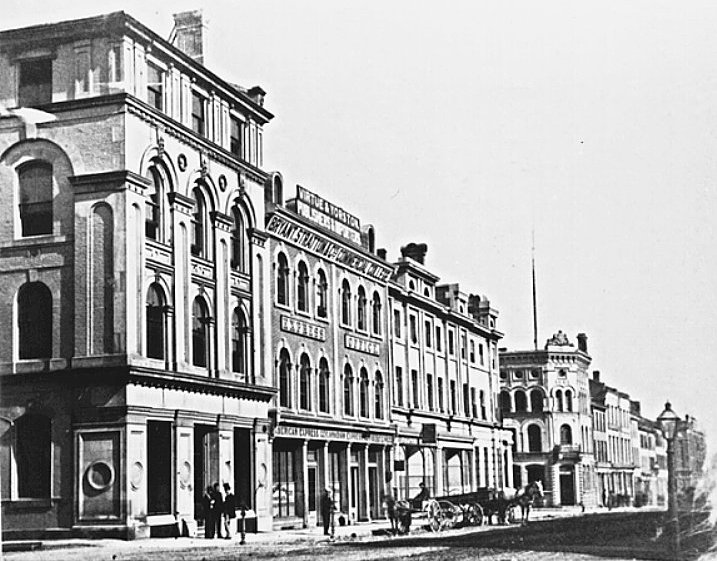
カナダ・トロントの支店。店舗前に荷馬車が停まっている（1869年）。

1850年に、ウェルズ・ファーゴの創設者でもあるヘンリー・ウェルズ（Henry Wells）とウィリアム・ファーゴ（William Fargo）、ジョン・バターフィールドの3人によって、荷馬車により貨物を運ぶ宅配便業者（Cargo Express）として、ニューヨーク州バッファローを本社に運輸業を開始した。事業は好調に推移し、輸送網を全米、および隣国のカナダやメキシコにも広げた。

### 金融業へ進出
1882年に、世界で初めて郵便為替業務を開始したことで、同社の主事業となる金融業に参入した。1891年には、ウィリアム・ファーゴの発案により、世界で2番目（世界初は、1841年のトーマスクック・トラベラーズチェック）のトラベラーズチェックを発行し、アメリカ国内のみならず事業展開していた各国に導入を行った。

### 世界へ展開
その後は、海外旅行に行くアメリカ人旅行者のサポートのために、1895年にフランスに、1896年にイギリスに事務所を開設したのを皮切りに海外に事業網を展開し、1917年には日本事務所を横浜港に開設するなど、その事業基盤を世界中に広げた。また、第一次世界大戦中には、他の金融機関が為替業務を閉鎖する中、イギリスに取り残されたアメリカ人旅行者のトラベラーズ・チェックの交換を行うなど、戦時下においても安定した業務遂行を行い高い評価を受けた。
なお世界展開は、1939年9月の第二次世界大戦の勃発と、1941年12月にアメリカ合衆国の宣戦布告によって一時的に停滞するが、ヨーロッパ戦線に展開するアメリカ軍兵士が現地で飼っていたものの、アメリカ軍による移送を拒否された犬のアメリカへの移送業務を委託するなど、第二次世界大戦中を通じて、その世界的なネットワークを生かし様々なサービスを提供することになる。
1945年9月2日の第二次世界大戦の終戦後は、ダグラス DC-6やロッキード コンステレーションなどの大型旅客機の就航によるアメリカの海外旅行の大衆化による海外旅行ブームを受けて、1954年には、連合国の占領下から脱して間もない日本で支店を再開するなど再び海外展開を活発化させた。

### クレジットカード事業参入
1958年には、アメリカ国内のホテル組合が設立し、既に営業兼運営を行っていたアメリカホテル組合のクレジットカード会社を買収し、1959年には、ISO/IEC 7810に準拠した磁気ストライプカードを利用した方式が導入された。
ジェット旅客機の就航による更なる海外旅行の大衆化の促進や、アメリカ国内の好景気を背景に業務の拡張は続き、1966年にゴールドカードを導入した他、1984年にプラチナカードを導入した。また、1970年代から1980年代にかけて世界各国でクレジットカードの発行を開始し、世界的普及を背景に事業規模を全世界的に拡大した。

### 事業多角化
1983年初頭サンフォード・ワイルが社長に就任した。
1984年4月には投資銀行のリーマン・ブラザーズとその傘下のクーン・ローブも買収し、「リーマン・ブラザーズ・クーンローブ」とする。さらに同社を傘下の証券会社のシェアソンへ吸収合併させ、「シェアソン・リーマン・アメリカン・エキスプレス」とし、さらにその後E・F・ハットン&カンパニーを買収し、「シェアソン・リーマン・ハットン」とするなど、当時の経営陣の方針により事業の多角化を推進した。このころのCEOジェームズ・ロビンソンの妻リンダ・ゴスデン・ロビンソンは、ロナルド・レーガン政権の樹立をバックアップして政財界との関係を深め、さらに1988年からはマイケル・ミルケンを擁護する広報戦略を展開した。
1993年に新CEOハーベイ・ゴルブが就任して、彼が中核事業であるクレジットカード事業と旅行事業への集中と選択を進めたため、同年に同社はそのリテール分野と資産管理業務をプライメリカに売却した。

### 有事対応

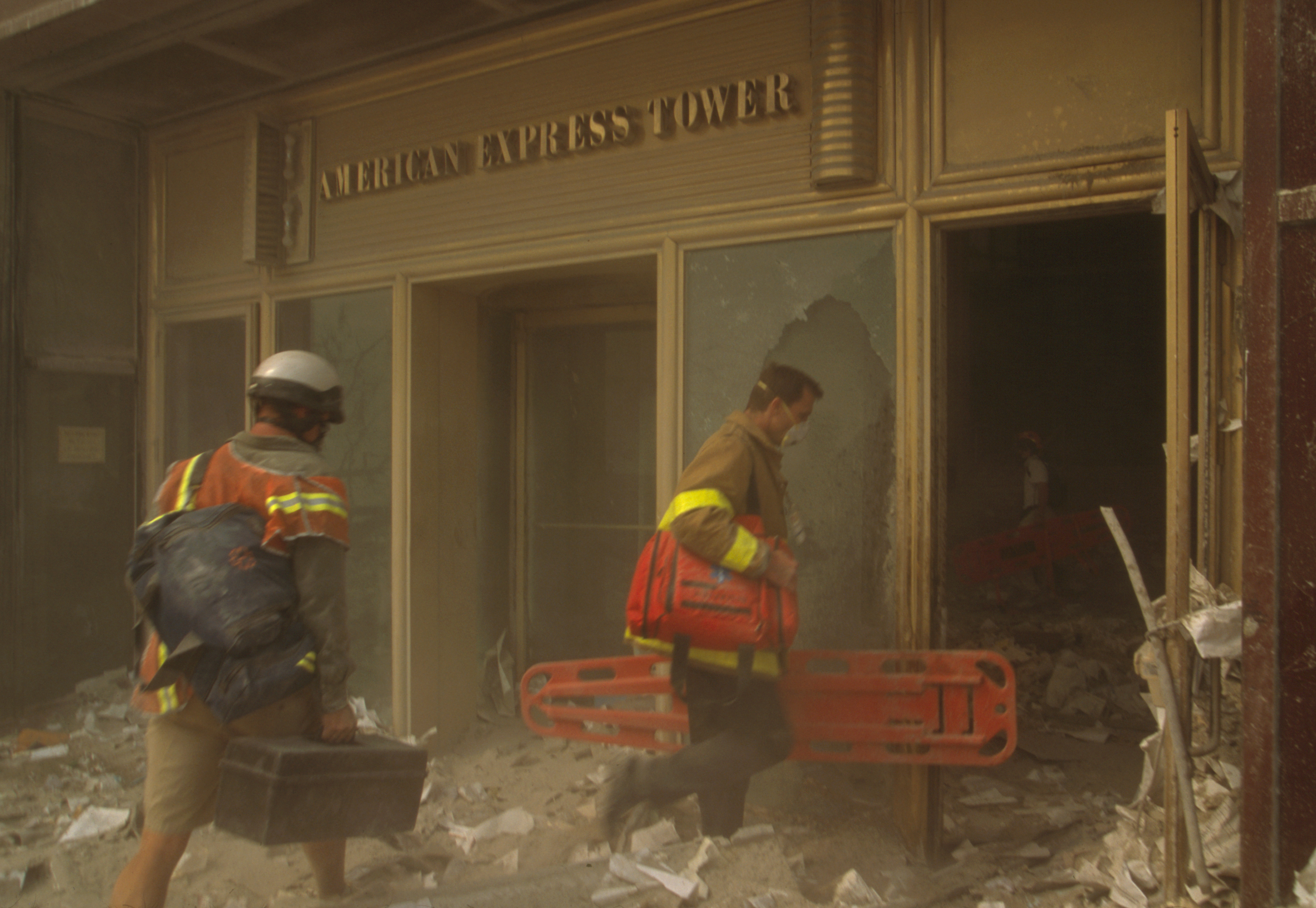
アメリカ同時多発テロ時に被害を受けたアメリカン・エキスプレス・タワー

第一次世界大戦や第二次世界大戦時に提供したような、単なる金融サービス業、もしくは旅行会社の枠を超えた柔軟な有事対応の伝統は、現在も健在である。
- 1989年（平成元年）6月4日に発生した六四天安門事件では、戒厳令下の北京市に取り残されたアメリカ人旅行者やビジネスマンの脱出を手助けした。
- 2001年（平成13年）9月11日に発生したアメリカ同時多発テロ事件において、ニューヨーク市の本社周辺・ワールドトレードセンターが倒壊する大きな被害を受け社員が死亡したが、ほぼ通常と変わらない体制でサービスを提供し続けた。
- 2011年（平成23年）3月11日の東北地方太平洋沖地震（東日本大震災）発災直後から、被災地域周辺に居住しているプロパーカード会員全員に、コールセンターの社員から会員に向けて電話を掛け、安否確認を実施。要望を聞き取ってトイレットペーパー・ガソリン携行缶・ランドセル・ぬいぐるみ等を、無償で提供した[1]。

### 経営状況悪化
2007年9月には、銀行部門の子会社であるアメリカン・エキスプレス・バンクを、イギリスの大手商業銀行であるスタンダード・チャータード銀行に8億6000万米ドルで売却した。
サブプライムローンで、多くの個人顧客にクレジットカードサービスを提供した結果、2007年末以降に起きた世界的な金融危機を受けた不況により、貸し倒れが増加し、経営状況が悪化することになる。これを受けて2008年12月には、アメリカ合衆国財務省から33億9千万ドルの公的資金注入を受けるための承認を受けたと発表した。
公的資金注入を受けたことで事実上の政府管理下に入った。2009年6月には公的資金を返済することを表明したが、アメリカ国内におけるクレジットカードの貸し倒れが史上最高レベルに達したことなどから、世界各国において事業縮小と人員削減、サービスの廃止縮小を進めた。

## 特徴

### クレジットカードの特徴
最上位のセンチュリオンカードに代表されるように、クレジットカードの中ではダイナースクラブと1、2位を争う高いブランドイメージとステータス性を有しており、富裕層から高い支持を集めている。T&E（トラベル&エンターテイメント）カードであり、 旅行やエンターテインメントに関するサービスやサポートが充実しているとされる。アメリカ系とアメリカ系列ホテル業界を中心に、マイナー地域の航空券やアメリカ系とアメリカ系列ホテルの手配を全プロパーのカードで請け負う。アメリカ系とアメリカ系列高級ホテル宿泊時に独自サービスの提供を受けられる他、ゴールドカード以上ではレストランの予約代行を行う。カード会員の利用金額に一律の制限が無い。
アメリカで発行されるグリーンカード（一般カード）、ゴールドカード、プラチナカード、センチュリオンカード（ブラックカード）は、チャージカード（英語版）と呼ばれるもので、毎月の利用金額を、月ごとに全額払う短期の無利子ローンである（マンスリークリア、一括払い）。会員から手続きをしない限り、残高の翌月持ち越し（1ヶ月以上の長期ローン）や分割払いは無い。チャージカードとは別にクレジットカード（リボルビング払い用カード）も発行している。イギリス法人では、アメリカ合衆国ドル建てないしユーロ建ての「ICCカード」を発行しており、日本在住者でも申し込める。
カード紛失時、支店の存在する国家であれば、どの国家で発行されたカードであっても、ほぼ翌日に再発行され、宿泊先への持ち届けを行ったり、海外旅行先でのトラブル相談がコレクトコールで出来、渡航先で病気にかかった際の旅行保険など、普段の使い勝手とともに、旅行や出張時のサービスに重点を置いているのが特徴である。競合他社がアメックスのサービスを模倣しても、一部のサービスが追従出来ないことから、「海外旅行に強い」といったイメージが今日まで続いている。
なお、プロパーカードのデザインは世界共通であり、旅行中の紛失や盗難に際して、各国の現地でカード発行が可能であるため、上記のように受け取るまでの時間が、他の提携型カードに比べ短い上、一部のカードに見られるように、帰国後に本カードに切り替えする必要もない。
ただし、少なくとも日本での緊急再発行については、ICカード導入により2014年11月17日以降、緊急仮カード（発行翌月末まで有効の磁気ストライプカード）での対応に変更された（1週間ほどで新カードが届く）。
顧客満足度の計測として、ネット・プロモーター・スコアを導入している。

## ブランド広告
広告代理店、オグルヴィ・アンド・メイザーとの長年の関係のもと、世界各国で広告展開を積極的に行っており、その高いサービスレベルと巧みなマーケティングにより、高いブランドイメージを保持し続けている。
1975年から、世界各国で「私をご存知ですか（Do you know me?）」「出かけるときは忘れずに（Don't Leave Home Without It.）」をキャッチコピーとした広告キャンペーンを展開した。著名人が「（仮に自分を知らない店でも）アメリカン・エキスプレス・カードを提示すれば一流のサービスを受けられる」「海外でもアメリカン・エキスプレスのきめ細かいサービスを受けられる」という趣旨のメッセージを語るCMシリーズが制作された。CMにはルチアーノ・パヴァロッティ、ペレ、エドモンド・ヒラリー、ジャック・ニクラス、ジム・フィックス、ロジャー・ダルトリー、スティーヴン・キングと並んで、当時のソニー会長盛田昭夫が起用された。
2000年代以降にロバート・デ・ニーロやタイガー・ウッズ、マーティン・スコセッシ、渡辺謙などを起用した「My life. My card.」キャンペーンなど、大々的な広告キャンペーンを行ってきた。

## 日本におけるアメリカン・エキスプレス
日本では、外国会社であるアメリカン・エキスプレス・インターナショナル・インコーポレイテッド（American Express International, Inc.、以下日本支社）がアメリカン・エキスプレス・カードを発行している他、旅行代理業も行っている。また、ライセンスを受けた数社もカードを発行している。

### 歴史

#### 100年の歴史
第一次世界大戦中の1917年（大正6年）、アメリカ人旅行者に対するサービス及びサポート拠点として、日本事務所が横浜港に開設された。その後、1941年（昭和16年）に第二次世界大戦における日米開戦を受けて、一時的に撤退したものの、戦後の1954年（昭和29年）には、改めて日本支社が設立されている。2017年（平成29年）には、日本上陸100周年を迎えた。日本支社は長く杉並区荻窪の藤澤ビルディングにあったが、2020年（令和2年）秋に引き払い、港区虎ノ門4丁目の虎ノ門パストラルホテル跡地に新築された神谷町トラストタワーへ移転した。
またJCBとは、下述のとおり加盟店業務において提携関係にあり、アメリカン・エキスプレスの日本本格進出及びJCBの海外進出以前には、JCB会員が海外渡航する際、JCB斡旋による短期利用アメリカン・エキスプレスカード（一般カード）の提供がされていた。

#### 事業展開
その後は高度経済成長を受けて日本市場における事業を拡大し、1974年（昭和49年）に日本円のトラベラーズ・チェックが発行された他（2014年（平成26年）3月末で発行終了）、1980年（昭和55年）には、アメリカン・エキスプレスとしては、日本市場における初のクレジットカードである「ゴールド・カード」の発行が開始された。
また、その後の1983年（昭和58年）に、アメリカン・エキスプレス・カード（グリーンカード）が発行された他、1992年（平成4年）にリボルビング払い専用カードが、1993年（平成5年）にはプラチナ・カードが、2003年（平成15年）にはセンチュリオン・カードの発行が開始された。

#### 影響
ゴールド・カードの発行後には、多くの競合他社がゴールドカードの券面とコンセプトを模倣した。プラチナ・カード（なお、日本国内において「プラチナカード」の商標権はアメリカン・エキスプレスにある）や、その券面の色から「ブラックカード」と称されるセンチュリオン・カードのコンセプトも同様である。
また、個人事業主・医師・弁護士など、専門職向け「ビジネスカード」分野における『先駆者のひとつ』とされており、現在もビジネスカードやプレミアムカード市場では、大きな市場シェアを占めるなど、アメックスの存在が、日本のクレジットカード市場と、富裕層・準富裕層向け金融サービスに与えた影響は、大きいと評価されている。
上記のように、日本のクレジットカード市場と富裕層向け金融サービスに大きな影響を与え続けてきたものの、2007年後半以降の世界金融危機と不況、アメリカ国内における貸し倒れの増加を受けて、アメリカ本社が公的資金の注入を受け政府管理下に入ったこともあり、2008年頃から2010年頃にかけて、比較的経営状態が良い日本においても事業とサービスの縮小、削減及び人員削減を行うことを余儀なくされた。

#### 現在
世界金融危機以降、基幹事業であるクレジットカード事業の取扱を増加させるため、富裕層によるいわゆる「T&E」の高額決済だけではなく、日常生活上の決済シーンのほとんどを占める「現金決済」による取引を取り込もうと努力している。これが、後述する世界規模でのJCBとの提携に結びついた。
現在では、百貨店や高級店だけでなく、スーパーマーケットやコンビニエンスストア、病院や薬局、ガソリンスタンドやホームセンター、また公共料金等の支払いにも、アメリカン・エキスプレスのカードを使用できるようになり、特に都市部における決済シーンでの利便性は、VisaやMastercardと大差ない程に改善されている。

### クレジットカード
アメリカン・エキスプレス・インターナショナル・インコーポレイテッド（日本支社）が発行するプロパーカード、及び他社との提携カード（これら2種のカードを俗に「本家」や「本家カード」などという）、並びに他社に発行を認めている「ライセンス提携カード」が存在する。
なお、日本のアメリカン・エキスプレスのプロパーカードでは、従前では磁気ストライプカードのみの発行で、クレジットカードの偽造複製を困難にすることで、カードセキュリティを向上させるICチップを搭載していなかったが、2015年（平成27年）に、順次ICカードが発行されていくことが公式ウェブサイト上で判明した。公式に発表はされていないが、実務上は同年7月頃からスカイトラベラーカード（プレミアを含む）の新規発行分において搭載され、同年10月頃からは、下記のグリーン、ゴールド等のプロパーカードでも、搭載が開始されている。
利用限度額については、券種での違いは無く、全ての種別で顧客ごとに、カード利用実態や返済に合わせて変動し個別審査される。一例として、最も下位のアメリカン・エキスプレス・カードは、新規発行時は、年収の5%程度を基準としているが、アメリカ合衆国の著名な投資家であり、アメックスにも株券を保有し投資している富豪のウォーレン・バフェットは、決済可能金額が数億米ドルに達すると見られている。また、事前にアメックスへ入金（小切手でも可能）することで、実質的な利用限度額は、個人の現金資産をそのまま決済限度額として利用することも可能である（ただし租税回避目的での利用を制限するため、年度の決算を超える入金は推奨されない）。

#### プロパーカード
プロパーカードとは、クレジットカード発行会社（イシュア）が他社との提携なく、アメリカン・エキスプレスが自社発行しているクレジットカードである。

##### 個人向けカード
アメリカン・エキスプレス・グリーン・カード
最も基本的なグレード。アメックスが、1958年に初めてアメリカとカナダでクレジットカードを発行したカードである。一般カードではあるが、他社ゴールドカード並みのサービスを提供している。古代ローマの「百人隊長」の特徴的な緑色とデザインにより、『アメックスといえばグリーンカード』というイメージが広く持たれているため、会員の中には、グリーンカードを長年愛用している者も多い。なお、この緑は米ドル紙幣をイメージした色と言われている。
2022年10月にリニューアルされ、名称の変更（旧称：アメリカン・エキスプレス・カード）、年会費から月会費への変更（年間13,200円→月間1,100円《消費税込み》、年間の金額では旧年会費と同一）がなされた。また同時に追加の家族カードも変更され、月間550円《消費税込み》となった。
アメリカン・エキスプレス・ゴールド・カード
日本において1980年に発行された最初のゴールドカード。日本での年会費は29,000円＋消費税。他社プラチナカード並みのサービスを提供している。また日本において、最初に発行されたアメリカン・エキスプレスのクレジットカードでもある。（下位グレードのグリーン・カードは1983年の発行）
アメリカン・エキスプレス・プラチナ・カード
日本において1993年に発行された最初のプラチナカード。この「プラチナ・カード」は、アメリカン・エキスプレスによる登録商標である。日本での年会費は、日本発行130,000円＋消費税。長らく招待制を取っていたが、2019年より申し込み制に変更となった。また、2018年からはカード材質がプラスチックではなく、メタル製のカードとなっている。
アメリカン・エキスプレス・センチュリオン・カード
招待状が送られたカードメンバーのみ入会可能。日本においては、その存在についてアメリカン・エキスプレス日本支社は、公式には認めていない。
しかし、公式ウェブサイト上の「加盟店のお客さま」の「お取り扱いいただけるカードの種類」には、アメリカン・エキスプレス・カードの一つとして紹介されているが「個人のお客さま」のカード・ラインナップには、やはり登場しない。
アメリカン・エキスプレス・スカイ・トラベラー・カード（新規申し込み受付終了）
特定の航空会社や航空連合に限定されず、複数の航空会社を利用する旅行者に向けて発行されたクレジットカードである。年会費は10,000円＋消費税で、アメリカン・エキスプレス・グリーン・カードより下位のカードであり、アメックスの特徴である「百人隊長」のカードフェイスでない。
通常のショッピングでは、100円＝1ポイント相当のところ、対象航空会社20社・旅行会社での購入ではボーナスポイントとして3倍のポイントが付くほか、入会後1年以内に、対象航空会社の航空券・対象旅行会社の指定旅行商品を購入した場合、初回に限りボーナスポイントが付与される等のサービスがある。貯めたポイントは、対象航空会社である14社のマイレージサービスに交換可能である。
なお、スカイ・トラベラー・カード（下記のプレミア・カードも含む）は、下記の提携カードとは異なり、あくまでもプロパーカードとして扱われるため、原則として、上記のグリーンカード、ゴールドカード等との2枚持ちはできない。
2021年9月末で新規申し込み受付を終了した。
アメリカン・エキスプレス・スカイ・トラベラー・プレミア・カード（新規申し込み受付終了）
スカイ・トラベラー・カードの上位カードで、年会費は35,000円＋消費税。アメックスの特徴である「百人隊長」のデザインではない。ボーナスポイントとして、対象航空会社・旅行会社での購入では、5倍のポイントが付く。
2021年9月末で新規申し込み受付を終了した。
コンパニオン・カード（サービス終了）
通常のカードに追加して発行するキャッシング用リボルビング払い専用カードで、単独の発行はできない。
利用限度額は通常のカードとは別枠になっている。登場時はオプティマ・カードという名称で、年会費は3,000円（税抜、以下同じ）だった。ショッピングとキャッシング両方に使えるリボ払い専用カードだったが、後に年会費無料のコンパニオン・カードという名称に変わり、更にその後ショッピング機能が除かれ現在の形となった。
2012年6月末で、キャッシングサービスが廃止され「コンパニオン・カード」のサービス終了。

##### 経営者および個人事業主向け
4半期管理リポートや、オフィス・デポやフェデックスの宅配便などを利用した際に、割引を受けられるサービス「ビジネス・セービング」、ライフサポート・サービス「Club-Off」などのサービスを受けることができる。いずれも支払い方法は「一括払い」のみ。個人カードとビジネスカードの2枚持ちが可能。
カード会社による与信が設けられており、一般的に「業歴3年以上･黒字決算2期以上」とされているが、実際は申込み者の信用情報に問題がなければ、審査に通るものとされている。
アメリカン・エキスプレス・ビジネス・カード
グリーンカードのビジネス版で、年会費は12,000円＋消費税。基本的なサービスが受けられるが、個人カードと異なり、ビジネス・ゴールドと同じく、プライオリティ・パスの発行は無い。
iPhoneのWalletに登録することで、Androidのおサイフケータイでは出来なかった、Apple Pay経由のQUICPay支払いに対応している。
アメリカン・エキスプレス・ビジネス・ゴールド・カード
ゴールド・カードのビジネス版で、年会費は33,000円＋消費税。個人カードと異なり、ETCカードの発行は有料かつ年会費500円＋税を支払い、プライオリティ・パスの発行は無い。ゴールド・ワインクラブなど、上記ビジネス・カードには無いサービス提供もある。
2017年（平成29年）2月1日に年会費26,000円から5,000円値上げされたが、個人用プロパーゴールドカードには無い、帝国ホテルに開設されるビジネスラウンジの利用契約権（別途月額費用支払）や、東京駅から東京都区部宿泊先への手荷物無料当日配送サービス、日本国内路線の旅客機遅延に関わる費用を補償する保険、ぐるなびとの提携による食事予約手配が、新たに自動付帯された。
アメリカン・エキスプレス・ビジネス・プラチナ・カード
発行基準は不明だが、招待状が送られたり、社員から直接紹介されたカードメンバーのみ入会可能。個人向けプラチナカード同様、24時間365日のコンシェルジュサービス（ビジネスプラチナ・セクレタリーサービス）やプライオリティパス（プレステージ）、各種ロイヤリティプログラムの上級資格などが付帯される。
ただし、2017年2月に行われたビジネス・ゴールド・カードの付帯サービス追加に伴うサービス内容の変化については、1月末になっても全くアナウンスされておらず、ゴールドカードよりも低機能になってしまう可能性がある。 東京駅発着の新幹線乗車券をセクレタリーサービスに注文すると、近隣ホテルのラウンジカフェでドリンクサービスを無料で受けられる「コンフォートカフェ」が付帯されるが、発券金額が新幹線より高くなる夜行寝台列車では適用外となるため、注意が必要である。なお、セクレタリーサービスにJR券を発注した場合、運賃料金はカード決済されるが、券面に通常マルスでクレジットカード決済の際に印字される「Ｃ制」の表示がなく、全国のみどりの窓口で予約変更等の手続きが可能である。
これらのほかに、大企業向けのコーポレートカードがある。JR東海との提携コーポレートカードでは、東海道・山陽新幹線のインターネット予約「エクスプレス予約」が利用できる。
なお、日本国内においては非上場であることもあり、カードの発行枚数や会員数は非公開となっているが、海外の媒体資料には会報誌「CENTURION」と「DEPARTURE」における日本国内の購読数が記載されており、センチュリオンカードおよびプラチナカードの「おおよその発行枚数」を知ることができる。資料

#### 提携カード
マリオット ボンヴォイ、ザ・ペニンシュラ東京、デルタ航空、全日本空輸、ヒルトンホテルと提携した提携カードがある。なお、プロパーカードとの複数枚保有が可能である。しかし、クレジットカードを複数枚所有することで返済能力が低いと見なされ、審査の通過率が下がる可能性もある。
マリオット ボンヴォイ提携カードは、ポイントから航空マイルへの変換が有利であり、ポイントを購入して変換することで、事実上航空マイルを購入することができるほか、しばしば行われるポイントセールで割引購入すればさらに有利となる。
年会費は、基本的にプロパーカードに準ずる。しかし、全日本空輸と提携し発行する「ANAアメリカン・エキスプレスカード」の年会費は7,000円でありプロパーカードより安いなど例外も存在するものの、年会費が安い分、プロパーカードのサービス内容を削ったサービスしか受けられない。「ANAアメリカン・エキスプレス・プレミアムカード」は、プロパー個人プラチナよりも年会費が高いが、準プラチナ格として、プラチナweb、バースデープレゼント以外ほぼ同等のサービスを提供している上、国内線ANAラウンジの利用権が付与される。ただし、送付される会員誌はプラチナ格の「DEPERTURES」ではなくゴールド格の「IMPRESSION GOLD」となるなど、サービス内容が削られている。
なお、以前新生銀行と提携し発行していた「新生アメリカン・エキスプレス・カード」（同行の総合口座である「PowerFlex」を引落し口座とする場合に申し込む事ができた）については、2014年（平成26年）7月10日に新規募集を終了している。また、ホテルオークラとの提携についても2015年（平成27年）10月末で終了した。
なお、過去には住友銀行子会社の住銀アメックス・サービス株式会社が、日本支社発行と同等の「住銀アメリカン・エキスプレス・ゴールド・カード」を発行していたが、同社は2001年3月15日に商号をアメックス・カード・サービス株式会社に変更し、同日にクレジットカードの名称も「三井住友銀行提携アメリカン・エキスプレス・ゴールド・カード」に変更している。2004年頃までパンフレット兼入会申込書を同行支店のキャッシュサービスコーナーにあるラックに三井住友カードやさくらカードと共に陳列されていたが、その後、三井住友信託銀行がダイナースクラブの日本における事業をシティグループより買収したこともあり、提携は終了した。
2021年からは、ヒルトンホテルとの提携カードを発行している。普通カードとプレミアムカードがあり、プレミアムカードの場合、ヒルトン・オナーズの会員クラスがゴールドで付与され、宿泊時に朝食が無料となるが、スターウッド・ホテル＆リゾート提携カードでは朝食無料が付帯しない。

#### ライセンス提携カード
日本支社以外に、株式会社クレディセゾン（≪セゾン≫Amexカード）・髙島屋ファイナンシャル・パートナーズ・セブンCSカードサービス・静銀セゾンカード・出光クレジット・大和ハウスフィナンシャル・ワイエムセゾン（以上、「セゾン系」と総称）、三菱UFJニコス株式会社及びフランチャイジー（MUFG Amexカード）、株式会社エムアイカード、楽天カード株式会社の各社がAmexとのライセンス提携（いわゆる加盟店開放）により、それぞれアメリカン・エキスプレスの国際ブランドが付帯したクレジットカードを発行している。各社ともに本家の同等グレードのカードより年会費が安く設定されているが、年会費が安い分、プロパーカードのサービス内容を削ったサービスしか受けられない。
また、GEコンシューマー・ファイナンス（現・新生フィナンシャル）からも加盟店開放形式による「GE Moneyアメリカン・エキスプレス・カード」（後に「新生カード アメリカン・エキスプレス・カード」に改称）が2007年より発行されていたが、同社が2009年に事業撤退したことで2年余りで消滅している。

#### インターナショナル・マルチカレンシー・カード（ICC）
英国法人による「ユーロ」「米ドル」建てのカードに、日本在住者の申込が可能である。申込には日本でも一般的な個人資料および日本国旅券の写しが要求される。個人番号カードは日本国政府が発行する公的証明書であるが通用しない。資料の提出は電子メールにスキャナーでスキャンした電子データを添付して送信すれば完了する。
会員番号を記入する欄があり、アメリカン・エキスプレス日本法人の既存会員であれば、クレジットカードの番号を記入すれば既存会員として扱われ、重複発行が可能である。プラチナカードは会費が日本より安く、プライオリティパス（プレステージ）やホテル会員上級プログラムの取得には有用である。
しかし、利用料金が全て外貨建てになるため、為替変動リスクが存在することと、口座引き落としができず、全て海外送金となるため、高額な送金手数料と送金日数がかかり、延滞に注意しなければならない。また、当然だがやり取りは全て英語となるため、ある程度英語を理解できなければ申し込みができない。コールセンターの利用では日本語の通訳をオーダーすることができ、不便なく意思疎通できる。
ICCでは、年会費にもメンバーシップ・リワードのポイントが付与される。（英国法人ICCウェブサイト）

### カード入会方法
パンフレット郵送などで受け付けている他、電話や自社の公式ウェブサイト、バナー広告、既存カード会員からの紹介、空港や鉄道駅など、キオスクの様な移動ブースでの対面方式で、入会を受け付けている。社員による声掛けに対しては「会員です」と申し出れば、アメックスのボールペンをプレゼントされ、昇級希望を申し出れば相談に応じてくれる。

### カードサービス
最も年会費の安いスカイ・トラベラー・カードから、招待者のみ入会が可能なセンチュリオン・カードに至るまで、他のクレジットカードにはないような豊富な会員向けサービスがある。また、そのサービスの多くが高額利用者である富裕層および準富裕層、フリークエント・トラベラーのニーズから生まれたものであり、いくつかのサービスは導入後に多くの競合他社から模倣されているが、コスト面や社員のスキル、企業規模など様々な理由から、他社が模倣できないものも多くある。
また、基本的なサービス面においても独自路線を採っている。例えば、日本国内の一般的なクレジットカードと異なり、各会員の限度額は公開せず、顧客からの問い合わせには、「利用目安額」のみ回答する。いわゆる「限度額」とは異なり、会員の属性やその時々のカード利用状況に応じて、金額自体が頻繁に変動する。2017年からは、ログイン後のマイ・カードサービスに「カードご利用可能額の確認」のリンクが設置された。このリンクから利用予定金額を入力すると、おおよその利用可能額が把握できる（例えば、1000万円と入力して可能と示された後、1500万円と再入力して確認した際に利用が難しい旨が表示された場合、1000万円までは利用できるが、それ以上はカードデスクと相談となる。なお、確認操作は不正行為防止のため１日当たりの回数が制限されている。24時間経過すれば回数制限はクリアされる。）
また、ある程度目安額を超過する利用も可能であり、他のクレジットカードと大きく異なる点として、アメリカン・エキスプレス指定の銀行口座に、保証金（デポジット）を入金する事により、保証金を納めた範囲でのカード決済も可能である。
カード機能面では、一般的な分割払いやペイ・フレックス（リボ払い）が、入会後3ヶ月を経過して顧客から申請し、改めて審査の上で初めて利用可能となるほか、キャッシングサービスについては、貸金業法改正等の影響を受け、2012年（平成24年）6月末で終了となった。ビジネスカード利用者に向けては、アメックスがオリックス銀行の代理店となり、VIPカードローンと提携した専用券面のローンカードを発行している。

#### 加盟店
株式会社ジェーシービー（JCB）と、加盟店に関する業務で提携しており、多くのJCB加盟店がアメリカン・エキスプレスとも加盟店契約も結び利用する事が出来る。この提携の開始により、日本国内における加盟店数（=利用可能店数）は、競合他社と遜色ないほどに利用可能である。またコストコ（アメリカとメキシコを除く）では、アメリカン・エキスプレスのクレジットカードのみ利用が可能であったが、世界的に契約解除の流れが進み、日本でも2018年1月31日をもって契約が解除され、2月以降はマスターカード（発行会社不問）しか使用できなくなった。

#### 「MEMBERSHIP rewards」
特典との交換
ポイントサービス「MEMBERSHIP rewards」は大きな売りのひとつにもなっており、貯めたポイントをサルバトーレ・フェラガモやブルガリ、エルメネジルド・ゼニアやロレックスなどの高級ブランド品や各国の高級ワイン、アルファロメオなどの自動車、シャープの液晶テレビやiPadなどの商品、ヨドバシカメラやロイヤルホストの商品券、ハースト婦人画報社の雑誌の定期購読やアメックス独自のオリジナルグッツなど、数百種類のアイテムと交換できる。
2010年からは、市川亀治郎プロデュースで舞台に立てたり、鎧塚俊彦プロデュースによる顧客オリジナルのスイーツ作りができるなどの特典がある。なお、以前はウィーンの国立歌劇場でのオーストリア大統領主催の舞踏会への招待があったり、宇宙旅行（2,200万ポイント）やエイベックスで楽曲＆PV制作（3,000万ポイント）ができる特典もある。
以前はバゲッジタグなど、自社マークをあしらったオリジナルアイテムが充実していたが、最近ではアイテム数をかなり絞っている。
航空会社マイルとの交換
キャセイ・パシフィック航空、タイ国際航空、シンガポール航空、全日空、エールフランス、KLMオランダ航空（エールフランスとKLMオランダは「フライング・ブルー」という単一のマイレージプログラム）、ブリティッシュ・エアウェイズ、エミレーツ航空など16の提携航空会社や、2つの提携ホテル・グループのマイレージサービス/ポイントプログラムに移行し、特典航空券や宿泊券などに交換することもできるが、有料の「メンバーシップ・リワード・プラス」に加入すると、通常のマイル交換より有利なポイント交換が出来たり、ポイント交換の有効期限が無くなる。なお、 日本航空のJALマイレージバンクとの提携は、2014年（平成26年）1月末で終了しているが、ブリティッシュ・エアウェイズのマイレージプログラムに登録すれば、同社ウェブサイトからJAL便の国内線特典航空券予約を、以前の直接交換よりも少ないポイント数で交換できる。

#### ショッピングサポート
「リターン・プロテクション」
カードで購入した商品の返品を万一購入店が受け付けない場合、購入日から90日以内ならば、商品をアメリカン・エキスプレスに返却することで、アメリカン・エキスプレスが購入金額の全額をカード会員の会員口座に払い戻しする。
「ショッピング・プロテクション」
国内、海外を問わず、カードで購入したほとんどの商品について、破損や盗難などの損害を、商品の購入日から90日以内の間、カード会員1人あたり年間最高500万円まで補償するサービスが提供される。
「オンライン・プロテクション」
インターネットのウェブサービスでのカード不正使用による損害を、全額アメリカン・エキスプレスが補償するサービス。
「キャンセル・プロテクション」
急な出張で海外旅行に行けなくなった場合や突然の病気・怪我による入院などで、予約していた旅行をキャンセルしたり購入済みチケットのコンサートに行けない場合、キャンセル費用などの損害を補償するサービス。

#### 旅行サポート
「メンバーシップ・トラベル・サービス」
カード会員向けの「メンバーシップ・トラベル・サービス」では、国際線と国内線の格安航空券の予約手配や、カード会員限定の国内外のホテル、旅館の優待割引の提供が受けられる。2016年（平成28年）9月30日で終了したが、その後はエイチ・アイ・エスが引き継いだ。
無料ポーターサービス
成田国際空港と関西国際空港からの出発時には、空港の鉄道駅改札口やバス停から搭乗航空会社のチェックインカウンターまで、帰国時は空港到着ロビーから鉄道駅改札口やバス停まで、JALエービーシーのスタッフが、カード会員の荷物を無料で運ぶポーターサービスが提供されている。
手荷物無料宅配サービス
成田空港、羽田空港（羽田は国際線利用時。なお、デルタ・スカイマイル・カードは、国際線利用時であっても羽田への／羽田からの出国時／帰国時無料配送サービスの利用は不可）と中部国際空港、関西国際空港から出国時と帰国時に、自宅（もしくは勤務先など任意の場所）から空港へ、空港から自宅（任意の場所）までカード会員1人につきスーツケース1個を無料で配送するサービスが提供されている。
なおスカイ・トラベラー・カードおよびデルタ・スカイマイル・カードは帰国時のみのサービスで、プラチナ及びセンチュリオン・カードの会員は、カード1枚につきスーツケース2個を無料で配送できる。
2017年2月からは、東京駅の佐川急便窓口（場所未定）から東京23区内の宿泊先へ無料で手荷物を当日配送するサービスを提供する。（ビジネス・ゴールド・カード会員のみ）
空港ラウンジサービス
日本法人が直接発行した全てのアメリカン・エキスプレス・カードで、日本・韓国・ハワイの空港ラウンジを無料で利用できる。また、中部国際空港では会員専用のビジネスラウンジが使用できる。他の多くのゴールドカードでは、会員本人のみ無料だが、アメックスはゴールドから同伴者１名まで無料で利用できる。

#### 帝国ホテルミーティングスクエア
2017年2月から、ビジネス・ゴールド・カード　及び　ビジネス・プラチナ・カード会員に対して帝国ホテルに設置されるビジネスラウンジの利用申込権利付与が行われる。利用は3月からであるが、一定数で打ち切りとなる。利用する場合は2万円（消費税別）の月額利用料が必要となる。
プライオリティ・パス（国内外600ヶ所以上の登録制空港ラウンジサービス）
グリーンはスタンダード会員（1回あたり入場料が必要）に、ゴールド・カードはスタンダード会員だが本人に限り年間2回迄無料となる。
プラチナおよびセンチュリオン・カードはプレステージ会員（使用回数に制限なく入場料無料で入場できる）に年会費無料で登録出来る。
ラウンジによっては1回あたりの利用時間が制限されている。
旅行傷害保険
国内外旅行の際、航空券やパッケージ・ツアーなどをアメリカン・エキスプレスのカードで購入すると、出国日から90日までの旅行傷害保険が利用付帯される。海外旅行の場合、ゴールドカード以上の場合は、旅行商品をカード決済しなくても旅行保険が自動付帯するが、補償額がカード使用時よりも低くなる。カード会員本人と、配偶者や同伴の生計を共にする親族も、カード会員本人と同額の補償が適用される。なお、補償額はカードの種類により異なる。
・個人賠償責任保険
個人プラチナカード、ANAアメリカン・エキスプレス・プレミアムカードでは、最高1億円まで補償の個人賠償責任保険が付帯される。自転車乗車時の賠償も含まれ、いわゆる自転車保険を掛ける必要がない。

#### 「ゴルフ・デスク」
全国1,100以上のゴルフ場および海外（ハワイとグアム、サイパン）のゴルフ場のスタート予約をオンラインで行うことができる他、希望により日本ゴルフ協会（JGA）発行の「アメックス・ハンディキャップ」を取得することができる。

#### 「クラブ・エッセンシア（サービス終了）」
女性カード会員向けに（但し、男性でも無料で登録することが可能）、ワインのテイスティング会やお茶会、ファッションショーへの招待、スパやエステの割引など、様々な特典を提供する無料登録制の会員組織「クラブ・エッセンシア」があったが、2015年（平成27年）9月30日をもって「クラブ・エッセンシア」としての紹介は終了した。なお、紹介されていたサービスは、下記の「アメリカン・エキスプレス・コネクト」にて、引き続き無料で利用できる。

#### カード会員限定イベント
レストランや料亭での食事会、ファッションショーへの特別招待やヨーロッパの名門ブランドの特別注文会、歌舞伎鑑賞や青木功などのプロゴルファーとのゴルフラウンド、『セックス・アンド・ザ・シティ』などの人気映画の特別試写会への招待、コットンクラブでの一流ミュージシャンによる会員限定コンサート、清水寺の特別拝観など、カード会員限定の各種イベントが年間を通じて行われており、会員は無償もしくは有償で参加することができる。

#### 「オンライン・サービス」
「オンライン・サービス」の名称で、パソコンと携帯電話のウェブブラウザを使って、利用明細とポイントの確認・交換、付帯サービス申込、会員情報の変更手続ができる。また、オンラインでの航空券やホテル、レンタカー等の予約、ゴルフ場の予約をすることができる。インターネット経由での入会申し込みも、24時間可能である。スマートフォン向けのアプリケーションでも同等の手続きが可能。

#### 「アメリカン・エキスプレス・セレクト」
世界各国における、ダイニング、トラベル、レジャー、ウェディング等に関するアメリカン・エキスプレスのカード会員優待を紹介するサービス。オンライン・サービス上で、国・地域を選択して検索することができる。アメックスブランドのクレジットカードであれば、アメリカン・エキスプレス以外の会社が発行する提携ライセンスカードでも使用することができる。

#### 「アメリカン・エキスプレス・コネクト」
アメリカン・エキスプレスの優待及び期間限定のキャンペーン等を横断的に紹介するサービス。オンライン・サービス上で利用することができる。2015年9月末まで利用可能だった「クラブ・エッセンシア」のサービスも引き継いでいる。

#### 「ダイニング・トレンド」
アメリカン・エキスプレスのカード会員の利用実績から、会員に人気のレストランを、「Casual Diner」「World Explorer」「Smart Executive」「Fine Diner」「Active Woman」という5種類のライフスタイルに分類してウェブ上で紹介するサービス。ぐるなびと共同開発された。アメリカン・エキスプレスの優待が使用できる店舗には、その旨も紹介されている。オンライン・サービスからチェックすることができる。

#### 会員誌
ゴールド・カード会員向けの会員誌「IMPRESSION GOLD」が発行されている。ウェブ版もあり、クリックで応募できる独自のプレゼントもある。
プラチナ・カード及びセンチュリオン・カード会員には会員誌「Departures」「CENTURION」が発行されている。また、毎月の利用明細にもサービス特典情報「ニューズレター」などが同封される。
電子明細書を選択している会員には個人ページでPDFが提供されているが、ビジネスプラチナカードにおいては2017年に入っても2016年12月号のまま更新されないトラブルが発生している。

### 広告展開
日本でも広告展開を積極的に行っている。1980年代には、ジャック・ニクラスが前述の Don't leave home without it. を訳したフレーズ「出かける時は忘れずに」を日本語で語る日本向けCMや、日本人キャストを起用したCMで「……男は、こうありたいね」というフレーズが有名であった。近年は、サザンオールスターズの桑田佳祐や渡辺謙を起用して日本向け広告展開を進めていたほか、ロバート・デ・ニーロやタイガー・ウッズを起用した全世界的展開広告・CMを日本でも流していた。

### 電子マネーへの対応
チャージが必要ないポストペイ（後払い式）電子マネーとして「QUICPay」を早期から導入している。当初は導入店舗が少なかったが、決済端末が多機能化し、複数電子マネーに対応するようになった昨今では、ガソリンスタンド・コンビニエンスストア・スーパーマーケット・ショッピングセンター等で幅広く使用することができる。2017年（平成29年）4月1日から、Apple Payや、2万円以上の高額決済に対応する「QUICPay+」への対応を開始した。
ユニバーサル・スタジオ・ジャパンにおいて、アメリカン・エキスプレス・カードは使用できないが、QUICPayを使うことで間接的に使用可能となる。ただし屋外の屋台売店では、クレジットカードそのものが使用できない。
QUICPayには、日本法人発行の個人カードのみ登録が可能で、プロパーであってもビジネスカードには対応しない。ウェブサイト申込もできず、会員用カードデスクに電話し、QUICPay申込書を取り寄せ、郵送にて返送する必要がある。また、子供向け「おこづかいQUICPay」にも対応しない。なお、Apple Payにはビジネスカードも対応する。
JR東日本の「モバイルSuica」、JR西日本が発行する「SMART ICOCA」へのチャージカードとして登録が可能であるが、チャージ金額に対する「メンバーシップ・リワード」のポイントは付与されない。中・遠距離で乗車する場合は「みどりの券売機」等でカードを使って切符を購入するほうが、ポイントが付与されるため有利である。ただし、自動券売機でカード決済をする場合、ウェブサイトや電話にて、カードに暗証番号を登録する手続きが必要となる。

## トラベラーズ・チェック（サービス終了）

### 日本で唯一のトラベラーズ・チェック
アメリカン・エキスプレス発行のトラベラーズチェックは、日本で購入できる唯一のトラベラーズ・チェックであったが、2014年（平成26年）3月31日をもって、日本国内での販売は終了している。ただし終了までに発行済のものは引き続き利用可能である。日本円をはじめ、アメリカ合衆国ドル、カナダドル、ユーロ、イギリスポンド、スイス・フラン、オーストラリアドル、計7通貨のトラベラーズ・チェックが発行されていた。

### 購入窓口
成田国際空港や関西国際空港、中部国際空港、広島空港、福岡空港などの主な国際空港内の銀行や、三井住友銀行や香港上海銀行、三菱東京UFJ銀行などの各支店、郵便局や外貨両替店、日本旅行や日本交通公社、トップツアーなどの全国の旅行会社で購入できた。

### サービス
盗難や紛失にあった場合は、24時間年中無休で対応している「リファンド・センター」に電話することにより、日本語で再発行の手続きをすることができた。
また、カード会員でなくとも、トラベラーズ・チェック所持者であれば各国に設置されているトラベル・サービス・オフィスをカード会員と同等に利用できた。

## センチュリオン・カードにまつわる噂
日本においてセンチュリオン・カード（ブラックカード）の入会にはアメリカン・エキスプレスからの招待制がとられる上、そのサービス詳細などが公開されていないため、「都市伝説」と言えるような「噂」が出回っている。
- 限度額が無い
実際には、限度額目安は個々に設けられ、利用実績、返済実績によって常時変動する。自身で設定したり、引き落とし不可（＝延滞）を発生させると設定されることになる。
- 家が購入できる
アメリカン・エキスプレスの広報担当者は「『カードで買える』というのはアメリカン・エキスプレスのクレジットカードの取り扱いがあるかどうかの問題で、実際に日本では疑問」と、あくまで噂に過ぎないと語っている。だが、海外では事例もあり、高級車をヤナセなどの輸入車ディーラーにおいてクレジットカードで購入するのは日本国内においても珍しくない[32]。
- 戦車が買える
実際には、新品の戦車の販売ルートは一般消費者には開放されていない（中古の戦車や装甲車は一部の国で一般消費者も購入可能）。新品の戦車の価格は1台当たり数億円から数十億円、中古でも数千万円から数億円であり、「限度額がない」という噂からの類推で、“戦車さえ買えるクレジットカード”が正しい[32]。
- 飛行機が買える
上記2つと類似した伝説である。

これら「高価なものを買う」決済の場合、デスクに電話し自動音声では「事前承認」の手続きで金額を入力することにより判断できる。許可されればそのままカード決済できるが、不可の場合はオペレーターに相談し見合う金額を指定の銀行口座へ先払い（デポジット）しておくことで、取扱があり合法に購入できる範囲において決済可能である。
- 湾岸戦争の時に、センチュリオン・カード保有者は特別の飛行機で脱出した
湾岸戦争発生時、センチュリオン・カードはまだ発行されていない。
- アメリカ等の特殊部隊隊員、諜報機関のエージェントのためのカードがある
真偽は不明。このような特殊な任務を帯びて活動している場合は、身元が判明するようなクレジットカードを所持しているとは考えにくい。
- センチュリオン・カードより上級なチタンのカードがある
希望により、プラスチックではなくチタン製のカードが発行される。当初ICチップを搭載していたが不具合を起こし、磁気ストライプのみ搭載している。
2017年春以降、米国発行のプラチナカードにも金属製カードの採用が開始された。
- センチュリオン・カードより上級な透明のカード『クリスタル・カード』がある。
実際にそのようなカードは存在しない。過去には日本でも発行されており、現在もアメリカで発行されている「ブルー・カード」（カード面が一部透明）、もしくは日本では発行されたことがないアメリカで発行されている「クリア・カード」（透明なカードに一部ブルー･カードと同じデザインが印刷）などと混同（共に年会費が無料、最廉価グレードのリボルビング払い専用カード）していると思われる[33]。